# أليس كولن
أليس كولين (ماري أليس براندون) هي شخصية وهمية من الملحمة الأدبية ل ستيفني ماير. لعبت من قبل اشلي غرين في فيلم الشفق، الجزء الأول الشفق، الثاني قمر جديد، الثالث الكسوف، الرابع بزوغ الفجر (لم يصور بعد). وتعتبر اليس شقيقة إدوارد بالتبني وزوجة جاسبر شقيقها بالتبني أيضا ً، وتلعب اليس دورا هاما في الاجزاء الاربعة حيث يمكن ان ترى المستقبل لحماية بيلا وغالبا يتم انقاذ بيلا من المواقف الخطرة بهذه الميزة، وتعتبر أيضا صديقة بيلا المقربة.